# Čeněk Novotný
Čeněk Novotný (24. března 1903 Kokořín – 4. září 1972 Kosmonosy) byl český středoškolský profesor, autor řady prací z botaniky a vlastivědy.

## Život
Narodil se v mlýně Mlčení v Kokořínském údolí, kde jeho otec pracoval. Dětství strávil v Tišicích, obecnou školu vychodil v Kozlích a měšťanskou školu v Kostelci nad Labem. V roce 1918 začal navštěvovat Učitelský ústav v Panské ulici v Praze. Po absolvování tohoto ústavu s vyznamenáním se vrátil učit do rodného kraje a dále studoval. Od září 1922 vyučoval nejprve na obecných školách v Bezně a ve Zdětíně, později 10 roků na školách měšťanských v Benátkách nad Jizerou a v Brodcích nad Jizerou, dále působil tři roky na cvičných školách při státních učitelských ústavech v Praze a v Kladně. Dalších šest let působil jako učitel Zvláštní školy internátní v Mladé Boleslavi. Složil 2. státní zkoušku z přírodopisu a z chemie, zkoušku způsobilosti k vyučování na zvláštních školách a zkoušky inspektorské. Roku 1952 dosáhl hodnosti doktora pedagogiky (PaedDr.) na Pedagogické fakultě Karlovy univerzity, kde pak též nějaký čas přednášel.
Pedagogické činnosti se věnoval na různých školách po celý aktivní život. Osm let byl okresním školním inspektorem v Mladé Boleslavi a v Turnově a od roku 1951 byl ředitelem Zvláštní školy internátní s dětským domovem až do roku 1963, kdy odešel do výslužby. V pedagogické činnosti byl vynikající a za tuto činnost byl několikrát vyznamenán.
Čeněk Novotný zemřel v Kosmonosích a je pohřben na hřbitově v Benátkách nad Jizerou.

## Dílo
Vedle své hlavní činnosti pedagogické měl i velmi rozsáhlou činnost badatelskou a publikační. Při tom významně spolupracoval s tehdejší Československou botanickou společností. Věnoval se fytogeografickému výzkumu středního a dolního Pojizeří. Napsal přes 30 tisíc botanických prací, více než 100 článků s tematikou přírodopisnou, životopisnou a historickou. Zajímal se i o otázky ochrany přírody a byl od roku 1954 zpravodajem a následně konzervátorem Státní přírodní rezervace Radouč (u Mladé Boleslavi) a doporučoval jako rezervaci i Slepečskou oboru.
Čeněk Novotný měl vášeň pro botaniku již od mládí. Již jako student začal se systematickým floristickým výzkumem dolního Pojizeří. Jeho poznatky z tohoto výzkumu publikoval již ve 20. letech 20. století J. Rohlena v Časopisu Národního muzea. Po roce 1945 se zúčastnil floristicko-fytogeografického výzkumu organizovaného Československou akademií věd a Botanickou společností. Jeho oblíbenými lokalitami byly vrch Radouč, Bába u Kosmonos a Chlum u Mladé Boleslavi, Všelisský a Strenický důl a okolí Dětenic. Jeho nejvýznamnějším dílem v této oblasti je Květena Mladoboleslavska. Botanice se věnoval prakticky neustále a založil rozsáhlý herbář s více než 7000 rostlinami, který je nyní uložen v muzeu v Benátkách nad Jizerou. V lokalitě Radouč objevil lokální výskyt vzácné a chráněné rostliny devaterky poléhavé (Fumana procumbens), což byl objev středoevropského významu.
Kromě toho publikoval i články s tematikou pedagogickou, přírodopisnou, životopisnou a historickou. V poslední oblasti měl zajímavý příspěvek v regionální publikaci Boleslavica´68 „Život a dílo Adama Zalužanského ze Zalužan“. Byl spolupracovníkem Karla Sellnera, s nímž přispíval do vlastivědného sborníku Boleslavan. Zpracovával též benáteckou část oddílu Dějiny obcí okresu Mladoboleslavského; přepracoval a doplnil práci Ludvíka Šnajdra z roku 1865 pod názvem Město Nové Benátky nad Jizerou, v níž jsou mimo jiné popsány dějiny města od založení Dražic nad Jizerou až do poloviny 19. století.
Přispíval zejména do časopisů Labores Musei in Benátky nad Jizerou, Příroda, Věda přírodní, Boleslavan, Mladoboleslavsko, Náš kraj, Nový lid, Zprávy Československé botanické společnosti, Otázky defektologie, Pomocné školství a dalších.